# Prunella atrogularis
Prunella atrogularis là một loài chim trong họ Prunellidae.